# Aborto en Barbados
El aborto en Barbados es legal cuando se debe salvar la vida de la mujer, para preservar su salud física o mental, en los casos de inviabilidad fetal, cuándo el embarazo fue producto de violación o incesto, y por razones económicas o sociales. En 1983, Barbados aprobó la Ley de Terminación Médica del Embarazo, y el aborto fue legalizado, a menos de que se realice sin la supervisión de un médico. Previo a las 12 semanas de gestación, la mujer debe contar con la aprobación de un médico, para poder abortar. Entre las 12 y 20 semanas, dos médicos deben aprobarlo, y se requieren tres médicos si es posterior a las 20 semanas de gestación. Antes de realizar un aborto, la mujer debe de recibir asesoramiento. Un médico en práctica debe realizar los servicios de aborto, y posterior a las 12 semanas, debe hacer len un hospital bajo la aprobación del gobierno.

## Ley de Terminación Médica del Embarazo
En 1983, el Parlamento de Barbados aprobó la Ley de Terminación Médica del Embarazo, despenalizando el aborto, y otorgar un acceso a servicios de aborto legal y seguro a las mujeres. Billie Miller, la primera mujer en ser Ministra de Salud del país, realizó campañas durante 7 años, con el fin de alentar a sus colegas de despenalizar la atención médica para las mujeres. La aprobación de esta ley, hizo que Barbados se convirtiera en el primer país de habla inglesa del Caribe en despenalizar el aborto.

### Impacto de la ley en la salud maternal
Tras 25 de su aprobación, el índice de mortalidad maternal ha disminuido en un 53%, convirtiendo al país en un líder dentro de la salud de las mujeres.